# Manuel Alejandro González Maline
Manuel Alejandro González Maline, más conocido como Álex González o Ale Paleta (Cádiz, Andalucía; 20 de junio de 1991-ibídem, 5 de junio de 2018), fue un jugador de fútbol sala español que jugaba de ala en Cádiz C.F. Virgili.
Se inició deportivamente en las secciones inferiores del C.D. Géminis y tras completar su etapa como juvenil firmó por el Xota Fútbol Sala para marchar cedido al Fútbol Sala Zamora. Posteriormente también jugó en el CFS Jumilla y el Real Betis Futsal. En la temporada 2011-2012 firmó por el CD Virgili FS de Cádiz, pero a mitad de temporada regresaba al Fútbol Sala Zamora. Su vuelta al Cádiz C.F. Virgili se produjo en la temporada 2014-2015, pero en el mes de noviembre fue contratado por el A.D. Cerro Reyes Atlético. Regresó de nuevo al Cádiz C.F. Virgili en la temporada 2015-2016 y nuevamente cambiaba de aires en el mes de octubre para enrolarse en la  A.D. Cerro Reyes Atlético. En la 2017-2018 volvía a Cádiz y completó la temporada con el Cádiz C.F. Virgili.
El dorsal número 17 que lució en su última temporada en activo como futbolista (2017-2018) fue retirado permanentemente en su último club, el Cádiz C.F. Virgili.

## Clubes
- C.D. Géminis
- Fútbol Sala Zamora
- CFS Jumilla
- Real Betis Futsal
- CD Virgili FS de Cádiz
- Fútbol Sala Zamora
- Cádiz C.F. Virgili
- A.D. Cerro Reyes Atlético
- Cádiz C.F. Virgili
- A.D. Cerro Reyes Atlético
- Cádiz C.F. Virgili